# Circle with Me
Circle with Me (englisch Kreise mit mir) ist ein Lied der kanadischen Metal-Band Spiritbox. Es wurde am 30. April 2021 über Pale Chord / Rise Records veröffentlicht und ist die erste Single des Debütalbums Eternal Blue.

## Inhalt
Circle with Me ist ein Metal-Lied, das von Mike Stringer, Daniel Braunstein, Courtney LaPlante und Bill Crook geschrieben wurde. Der Text ist in englischer Sprache verfasst. Circle with Me ist 3:53 Minuten lang, wurde in der Tonart As-Moll geschrieben und weist ein Tempo von 103 BPM auf. Produziert wurde das Lied von Daniel Braunstein. Laut der Sängerin Courtney LaPlante wurde das Lied während der Aufnahmen im Tonstudio Old Heard Ranch in Joshua Tree geschrieben. Es wäre eine Addition in letzter Minute gewesen. In dem Text fängt sie die verschiedenen Emotionen ein, die sie über ihre Musik empfindet. Diese reichen von der Angst vorm Scheitern bis zum Selbstvertrauen, dass einem vor Selbstzweifel schützt. Für das Lied wurde ein Musikvideo gedreht, bei dem Orie McGinness Regie führte. In dem Video wollte die Band laut LaPlante das präsentieren, was die Musiker am meisten vermissen, nämlich live auf einer Bühne zu stehen und zu spielen.

## Rezeption

### Preise
Circle with Me wurde bei den Heavy Music Awards 2022 in der Kategorie Best Single nominiert. Der Preis ging jedoch an Die4U von Bring Me the Horizon.

### Rezensionen
Joe DiVita vom Onlinemagazin Loudwire schrieb, dass Circle with Me „wie die Zukunft von harter Musik klingen würde“. Rodney Fuchs vom Onlinemagazin Morecore beschrieb Circle with Me als weiteren „Ohrwurmbrecher“, der „den bestechenden Sound der Band perfekt in Szene setzt“. Rezensent „Sonata“ vom Onlinemagazin Stormbringer nannte Circle with Me als „die Hymne der Band“.

### Chartplatzierungen
| ChartsChartplatzierungen            | Höchstplatzierung | Wochen |
| ----------------------------------- | ----------------- | ------ |
| Vereinigte Staaten (Billboard Rock) | 50 (1 Wo.)        | 1      |